# Psychic Force
Psychic Force (サイキックフォース, Saikikku Fōsu) est un jeu vidéo de combat développé et édité par Taito, sorti en 1996 sur FX-1A System. Il a ensuite été porté sur PlayStation. Il est doté d'une suite nommée Psychic Force 2012. Ces deux jeux sont accessibles dans la compilation Psychic Force Complete, sortie en 2006 sur PlayStation 2.
Une adaptation en anime a vu le jour en 1998.

## Système de jeu
Psychic Force est doté d'un système de combat 2D. Chaque round se situe dans des arènes cubiques où les personnages se déplacent librement. Lorsque l'un des personnages se fait éjecter puis touche une paroi de l'arène, il prend des dégâts. Chaque joueur dispode de trois boutons: coup faible, coup fort et garde. Il est possible d'effectuer une prise en appuyant sur les boutons coup faible et garde simultanément. Les attaques spéciales se font à base de quarts de cercle. Ces attaques spéciales consomment la "Psycho Jauge", qui se régénère automatiquement (cela peut être accéléré en appuyant sur les trois boutons en même temps).

## Scénario
En 2010, des êtres dotés de pouvoirs psychique, les Psychiccers, font leur apparition. Du fait de leurs pouvoirs surnaturels, la population les craint et les évite. Une entreprise dénommée NOA prend donc les choses en main et décide de s'occuper de ces personnes. Keith Evans, le Psychiccer derrière tout ça, cherche à créer un monde où ses semblables pourront vivre en toute tranquillité, même si cela implique l'élimination d'obstacles sur ce chemin.
Cependant, un groupe Anti-NOA fait son apparition. Il est dirigé par un autre Psychiccer: Burn Griffiths. Il cherche à mettre à mal les plans de Keith Evans, afin de créer un monde réservé aux Psychiccers.